# Милена Тодорова
Милена Тодорова пренасочва насам.  За биатлонистката вижте Милена Тодорова (биатлонистка).
Милена Великова Тодорова е българска състезателка по спортна стрелба.
За първи път в нейно лице България има представител в тази дисциплина на параолимпийски игри през 2016 г. в Рио де Жанейро.

## Биография
Милена Тодорова е родена в Добрич. На тригодишна възраст е диагностицирана с мускулна атрофия, която постепенно поразява долните и горните крайници. От 1998 година се придвижва само с количка.
Завършва специалност „Информатика“ в Шуменския университет „Епископ Константин Преславски“. От 2003 г. работи в администрацията на община град Добрич, в отдел „Център за услуги и информация“.
Започва да се занимава професионално със спортна стрелба от 2010 година. Нейни треньори са баща ѝ и брат ѝ, а по-късно Румяна Апостолова. Първият ѝ международен успех е през 2013 г. в турския град Анталия, където на Световната купа печели бронзов медал в дисциплината пневматична пушка на 10 метра SH2 R4 с резултат 624.5 т. и 188.0 т. на финала.
За игрите в Рио де Жанейро 2016 се класира с директна квота от Световната купа по спортна стрелба за хора с увреждания, проведена в град Осиек, Хърватия, от 7 до 15 юли 2015 г. Тя е първият български състезател по спортна стрелба в историята на Параолимпийските игри. С директна квота се класира и за игрите в Токио 2020 през 2018 г. на Световно първенство в Чонджу, Южна Корея.
През 2023 г. слага край на спортната си кариера поради влошаване на здравословното и състояние.